# Lowell Discovery Telescope

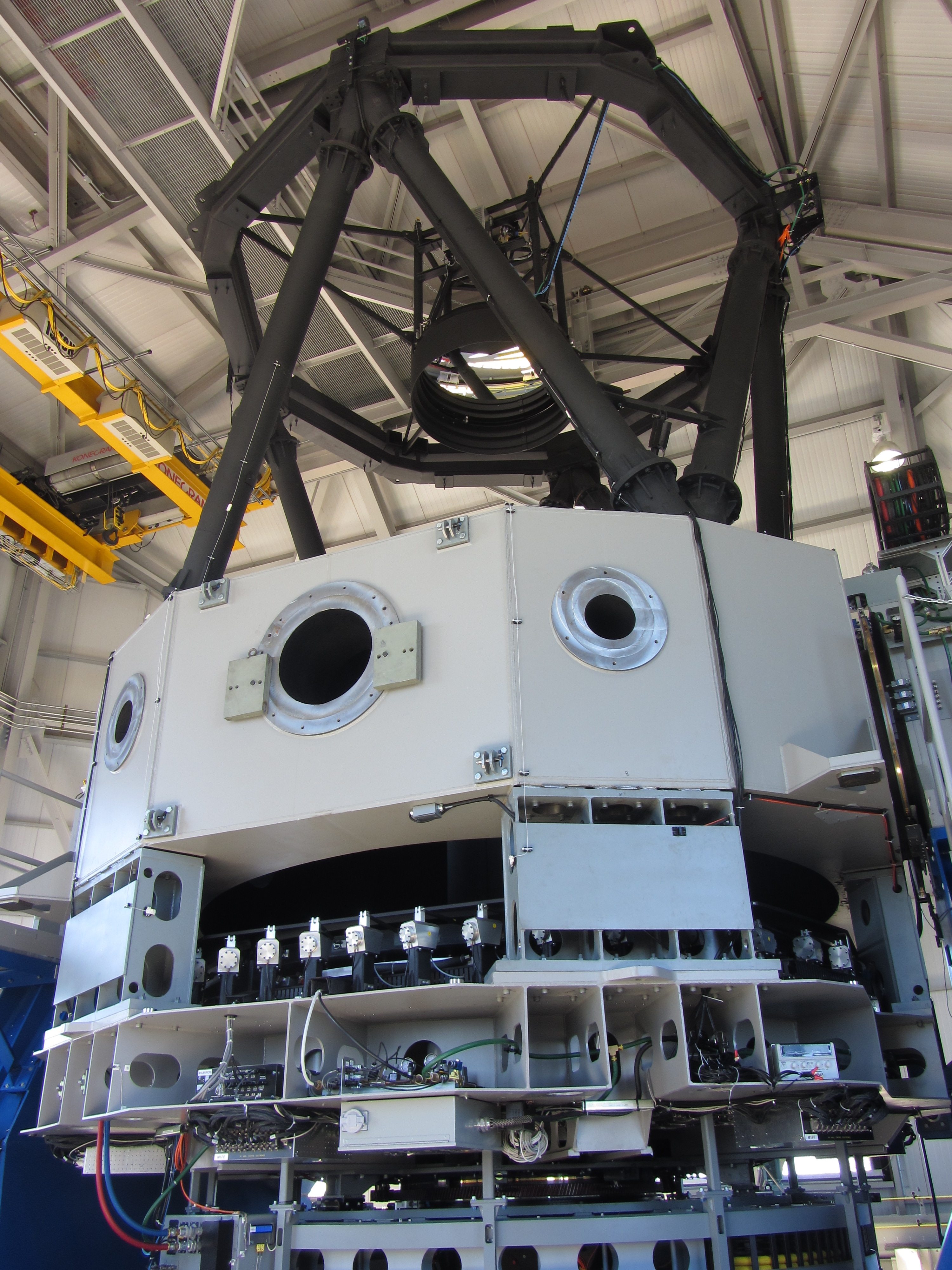
Telescopio visto dall'interno

Il Lowell Discovery Telescope (LDT), precedentemente chiamato Discovery Channel Telescope (DCT), è un telescopio riflettore situato nell'osservatorio Lowell in Arizona e frutto di una collaborazione tra l'osservatorio e la Discovery Communications, a cui si sono aggiunte le università di Boston, del Maryland, di Toledo e dell'Arizona settentrionale.
Con lo specchio di 4,3 metri di diametro, il DCT è il quinto telescopio più grande degli Stati Uniti continentali, dopo l'Hobby-Eberly Telescope di 9,2 metri, il doppio Large Binocular Telescope di 8,4 metri, il MMT di 6,5 metri, e il telescopio Hale, di 5 metri.